# Scholarpedia

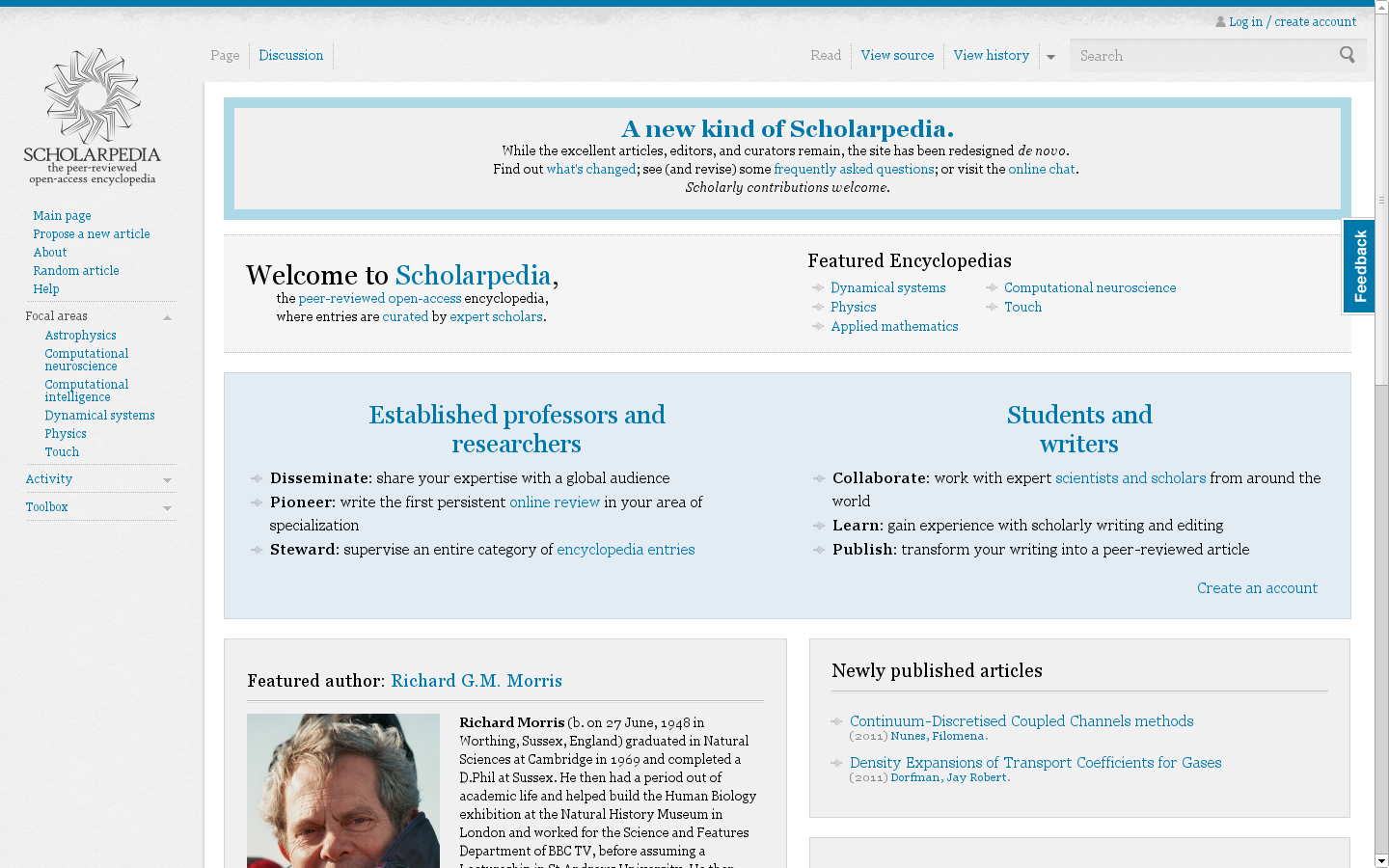
Scholarpedia Hauptseite, 2011

Die Scholarpedia ist eine Enzyklopädie in englischer Sprache, die von Wissenschaftlern aus aller Welt geschrieben werden soll. Der Name setzt sich aus den englischen Worten scholar (Gelehrter) und encyclopedia (Enzyklopädie) zusammen. Die Namensähnlichkeit zum Wikipedia-Projekt ist beabsichtigt – die Scholarpedia verwendet ebenfalls die freie MediaWiki-Software, unterscheidet sich aber in einigen wesentlichen Punkten von der Wikipedia:
- Jeder Artikel wird von einem Experten auf dem entsprechenden Gebiet geschrieben, dieser wird von der Gemeinschaft gewählt oder von einem der Redakteure eingeladen.
- Jeder Artikel wird einem anonymen Peer-Review unterzogen, der die Qualität des Artikels sicherstellen soll.
- Jeder Artikel besitzt einen Verantwortlichen (normalerweise den Autor), der jede Änderung an dem Artikel autorisieren muss.

Im Gegensatz zur Wikipedia – aber vergleichbar mit Artikeln in Fachzeitschriften – unterliegen Artikel in der Scholarpedia einer Lizenz, die keine kommerzielle Weiternutzung erlaubt (CC-NC-SA). Ziel ist nach eigenen Angaben die freie Zugänglichkeit von wissenschaftlicher Literatur (Open Access) für alle Interessierten.
Das Projekt wird nach eigenen Angaben durch die Brain Corporation finanziert, deren Gründer und CEO Eugene Izhikevich ist.

## Entwicklung und Inhalte
Das Projekt wurde von Eugene Izhikevich, einem Wissenschaftler am Neurosciences Institute mit Hauptsitz in San Diego, im Februar 2006 gestartet. Die Scholarpedia beschränkte sich in der Startphase auf das Themengebiet Computational Neuroscience. Mittlerweile sind die Themengebiete dynamische Systeme, Computational Intelligence, Physik und Astrophysik hinzugekommen.
Zu den Autoren der Scholarpedia gehören achtzehn Nobelpreisträger und vier Träger der Fieldsmedaille.
Unter anderem beteiligten sich bekannte Wissenschaftler wie John Hopfield oder Wolf Singer mit Artikeln aus dem Bereich der Neurowissenschaften.
Im Juli 2012 hatte Scholarpedia 2,297 Artikel, im Juni 2017 waren es 2,349 Artikel.
Die überprüften und veröffentlichten Artikel werden zudem im elektronischen Scholarpedia Journal (ISSN 1941-6016) archiviert.
Die Artikel bei Scholarpedia gelten als besser belegt und die Artikelversionen als stabiler als ein durchschnittlicher Wikipedia-Artikel.
Seit den 2010er Jahren ist die Zahl der neu veröffentlichten Artikel stark rückläufig. Wurden 2010 noch über 100 neue Artikel veröffentlicht, so waren es um 2015 nur noch etwa 50 pro Jahr, und zwischen 2021 und 2023 wuchs der Artikelbestand jährlich nur noch um 0 bis 2 Artikel.

## Belege
1. ↑  Statistics - Scholarpedia. Archiviert vom Original am 2. Februar 2020; abgerufen am 2. Februar 2020.  Info: Der Archivlink wurde automatisch eingesetzt und noch nicht geprüft. Bitte prüfe Original- und Archivlink gemäß Anleitung und entferne dann diesen Hinweis.
2. ↑  Scholarpedia – Copyright
3. ↑  Help:Frequently Asked Question. In: Scholarpedia. Brain Corporation, 21. September 2017, abgerufen am 8. April 2023 (englisch).
4. ↑  Scholarpedia: Authors
5. ↑  Statistics - Scholarpedia. In: archive.is. 10. September 2012, archiviert vom Original am 28. Juli 2013; abgerufen am 17. März 2017.
6. ↑  Statistics - Scholarpedia. Archiviert vom Original am 16. Juni 2017; abgerufen am 17. März 2017.  Info: Der Archivlink wurde automatisch eingesetzt und noch nicht geprüft. Bitte prüfe Original- und Archivlink gemäß Anleitung und entferne dann diesen Hinweis.
7. ↑  scholarpedia.org (Memento vom 2. Oktober 2015 im Internet Archive)
8. ↑  David Daw: Die besten Wikipedia-Alternativen. In: PC-WELT. (pcwelt.de [abgerufen am 30. August 2018]).
9. ↑  Recently Published Articles. In: Scholarpedia. Abgerufen am 19. Dezember 2023 (englisch).